# 迪克斯希爾斯 (紐約州)
迪克斯希爾斯（英語：Dix Hills）是位於美國紐約州薩福克縣的普查規定居民點。

## 人口
根據2020年美國人口普查的數據，迪克斯希爾斯的面積為40.79平方千米，皆為陸地。當地共有人口26180人，而人口密度為每平方千米641.82人。